# Actinoptera ampla
Actinoptera ampla är en tvåvingeart som beskrevs av Munro 1957. Actinoptera ampla ingår i släktet Actinoptera och familjen borrflugor. Inga underarter finns listade i Catalogue of Life.